# 45. ročník People's Choice Awards
45. ročník People's Choice Awards se konal dne 10. listopadu 2019. Nejvíce nominací získal film Avengers: Endgame (7), Hra o trůny (8) a Ariana Grande (6). V průběhu ceremoniálu vystoupily Alessia Cara a Kelsea Ballerini.

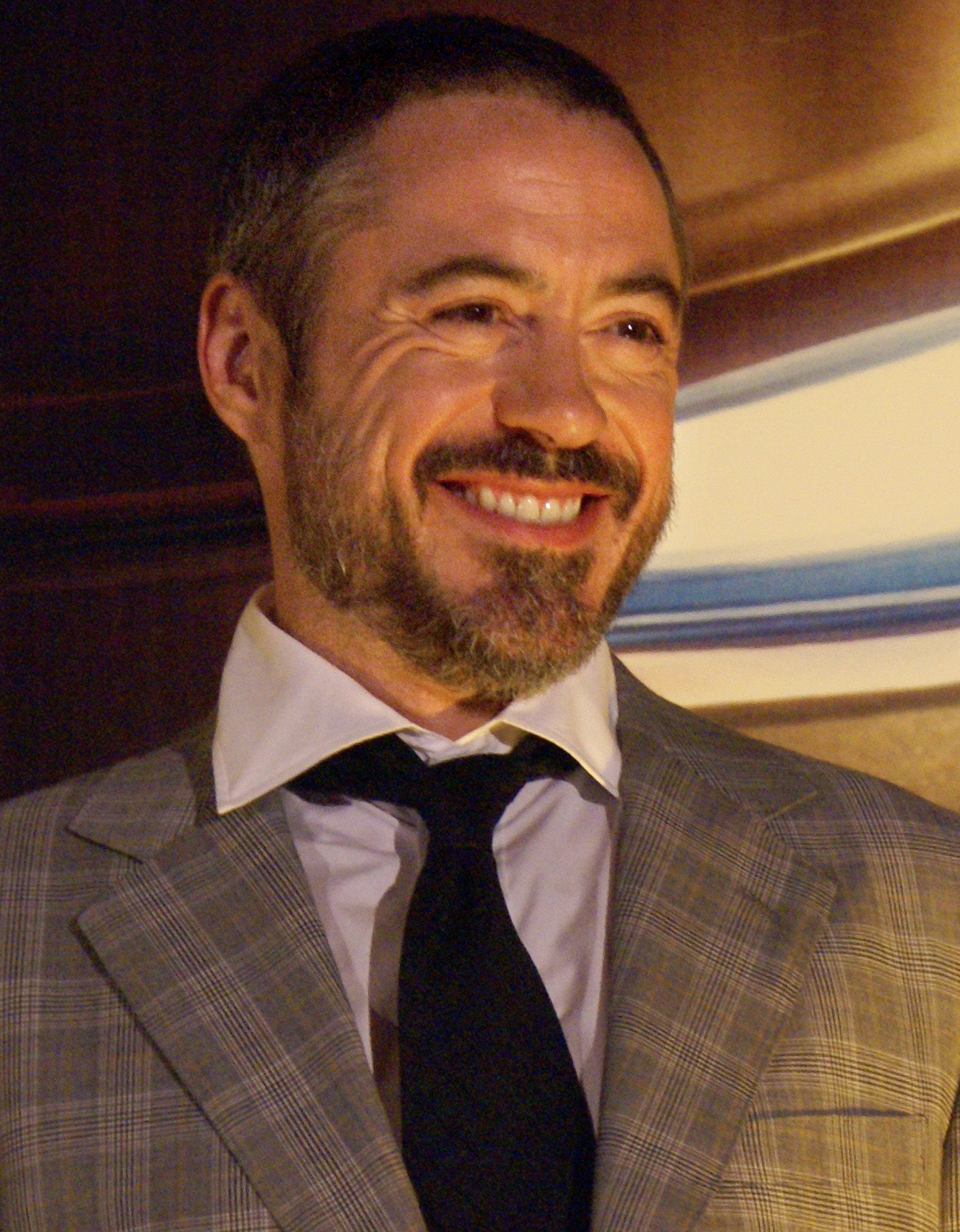
Robert Downey Jr., vítěz v kategorii nejoblíbenější filmová hvězda (muž)

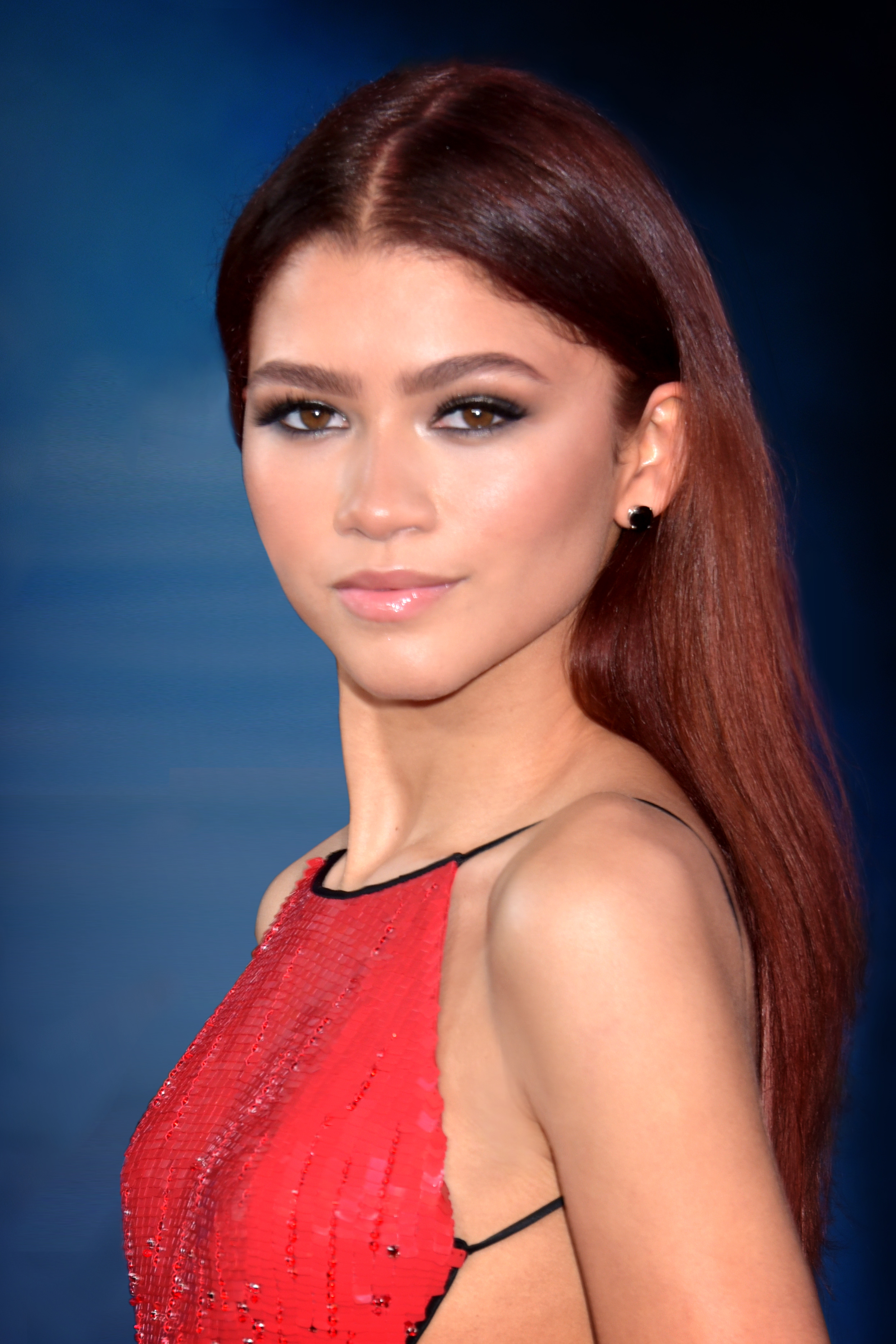
Zendaya, vítězka v kategorii nejoblíbenější filmová hvězda (žena) a nejoblíbenější seriálová hvězda (drama)

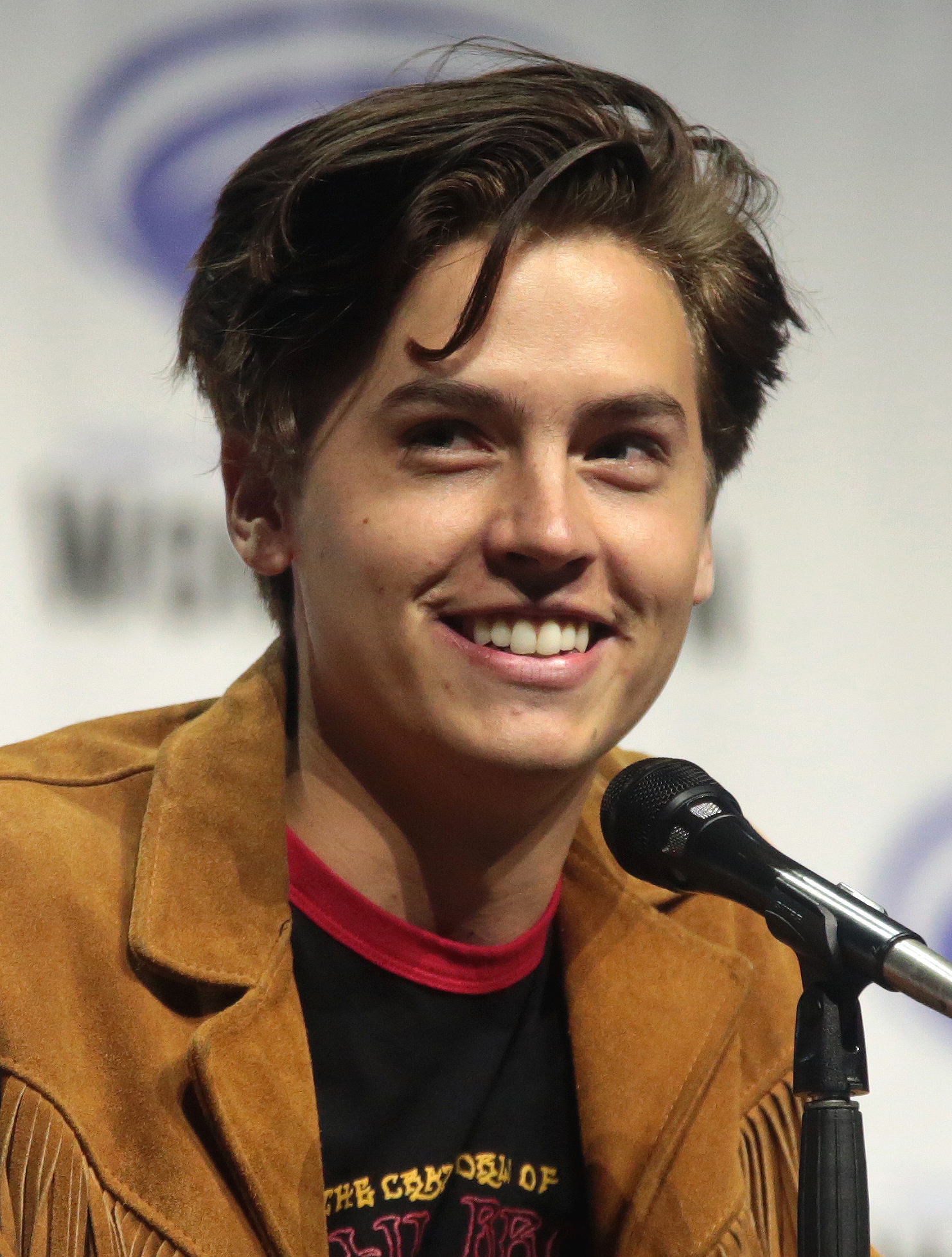
Cole Sprouse, vítěz v kategorii nejoblíbenější filmová hvězda (drama) a nejoblíbenější seriálová hvězda (muž)

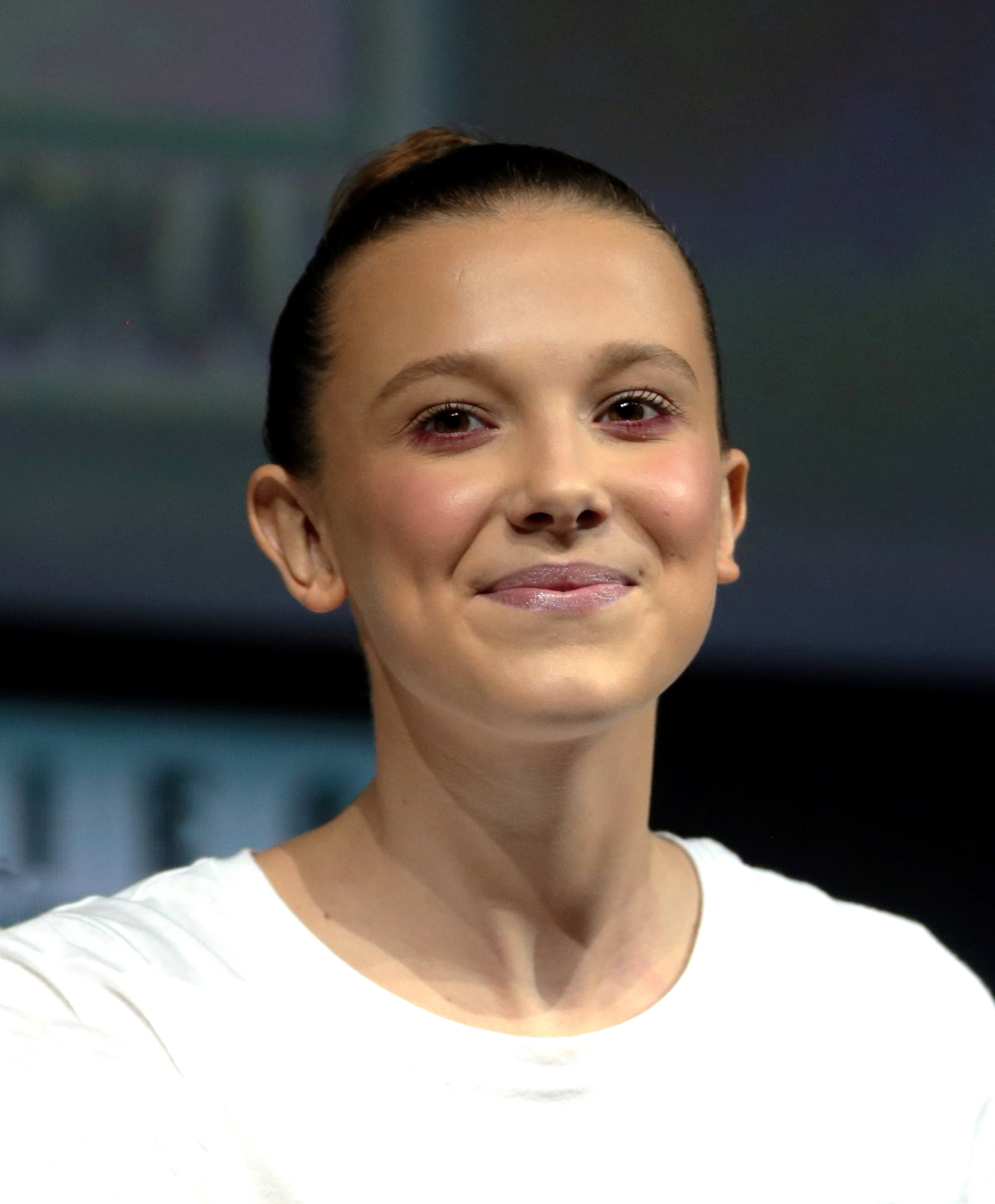
Millie Bobby Brownová, vítězka v kategorii nejoblíbenější seriálová hvězda (žena)

## Vítězové a nominace

### Film
| Nejoblíbenější film | Nejoblíbenější akční film |
| --- | --- |
| Avengers: Endgame - Captain Marvel - Rychle a zběsile: Hobbs a Shaw - John Wick 3 - Lví král - Spider-Man: Daleko od domova - Toy Story 4: Příběh hraček - My | Avengers: Endgame - Captain Marvel - X-Men: Dark Phoenix - Godzilla II Král monster - Rychle a zběsile: Hobbs a Shaw - John Wick 3 - Shazam! - Spider-Man: Daleko od domova |
| Nejoblíbenější komediální film | Nejoblíbenější dramatický film |
| Vražda na jachtě - Good Boys - Zlatokopky - Little - Srážka s láskou - Muži v černém: Globální hrozba - Nedotkuntelní - Yesterday | After: Polibek - Zlo s lidskou tváří - Five Feet Apart - Skleněný - Tenkrát v Hollywoodu - Rocketman - Trojí hranice - My |
| Nejoblíbenější rodinný film | Nejoblíbenější filmová hvězda: muž |
| Aladin - Angry Birds ve filmu 2 - Jak vycvičit draka 3 - LEGO příběh 2 - Lví král - Pokémon: Detektiv Pikachu - Tajný život mazlíčků 2 - Toy Story 4: Příběh hraček | Robert Downey Jr. – Avengers: Endgame - Chris Hemsworth – Avengers: Endgame - Tom Holland – Spider-Man: Daleko od domova - Samuel L. Jackson – Captain Marvel - Dwayne Johnson – Rychle a zběsile: Hobbs a Shaw - Keanu Reeves – John Wick 3 - Adam Sandler – Vražda na jachtě - Will Smith – Aladin    |
| Nejoblíbenější filmová hvězda: žena | Nejoblíbenější filmová hvězda: drama |
| Zendaya – Spider-Man: Daleko od domova - Jennifer Aniston – Vražda na jachtě - Millie Bobby Brownová – Godzilla II Král monster - Scarlett Johansson – Avengers: Endgame - Brie Larson – Captain Marvel - Lupita Nyong'o – My - Tessa Thompson – Muži v černém: Globální hrozba - Sophie Turner – X-Men: Dark Phoenix | Cole Sprouse – Five Feet Apart - Leonardo DiCaprio – Tenkrát v Hollywoodu - Taron Egerton – Rocketman - Zac Efron – Zlo s lidskou tváří - Samuel L. Jackson – Skleněný - Lupita Nyong'o – My - Sarah Paulson – Skleněný - Brad Pitt – Tenkrát v Hollywoodu                                              |
| Nejoblíbenější filmová hvězda: komedie | Nejoblíbenější filmová hvězda: akční |
| Noah Centineo – Dokonalé rande - Kevin Hart – Nedotknutelní - Liam Hemsworth – No není to romantika? - Dwayne Johnson – Souboj s rodinou - Mindy Kaling – Late Night - Adam Sandler – Vražda na jachtě - Rebel Wilson – No není to romantika? - Ali Wong – Vždycky budeš moje možná                                   | Tom Holland – Spider-Man: Daleko od domova - Halle Berryová – John Wick 3 - Robert Downey Jr. – Avengers: Endgame - Chris Evans – Avengers: Endgame - Dwayne Johnson – Rychle a zběsile: Hobbs a Shaw - Brie Larson – Captain Marvel - Keanu Reeves – John Wick 3 - Sophie Turner – X-Men: Dark Phoenix |
| Nejoblíbenější hvězda animovaného filmu | |
| Beyoncé – Lví král - Awkwafina – Angry Birds ve filmu 2 - America Ferrera – Jak vycvičit draka 3 - Tiffany Haddish – Tajný život mazlíčků 2 - Tom Hanks – Toy Story 4: Příběh hraček - Kevin Hart – Tajný život mazlíčků 2 - Chris Pratt – LEGO příběh 2 - Ryan Reynolds – Pokémon: Detektiv Pikachu                  | |

### Televize
| Nejoblíbenější televizní seriál | Nejoblíbenější komediální seriál |
| --- | --- |
| Stranger Things - Teorie velkého třesku - Hra o trůny - Chirurgové - Riverdale - Tohle jsme my - Živí mrtví - WWE Raw | Teorie velkého třesku - Dobré místo - Grown-ish - Taková moderní rodinka - Holky za mřížemi - Saturday Night Live - Městečko Schitt's Creek - Viceprezident(ka) |
| Nejoblíbenější dramatický seriál | Nejoblíbenější sci-fi/fantasy seriál |
| Stranger Things - Sedmilhářky - Chicago P.D. - Hra o trůny - Chirurgové - Riverdale - Tohle jsme my - Živí mrtví | Lovci stínů: Nástroje smrti - The 100 - Arrow - Sabrinina děsivá dobrodružství - The Flash - Lovci duchů - Stranger Things - Umbrella Academy |
| Nejoblíbenější reality-show | Nejoblíbenější soutěžní pořad |
| Držte krok s Kardashians - Bachelor in Paradise - Jersey Shore: Rodinná dovolená - Love & Hip Hop: Atlanta - Paničky z Atlantÿ - Paničky z Beverly Hills - Queer tým - Vanderpump Rules                                                                                             | Amerika má talent - RuPaul's Drag Race - American Idol - The Bachelor - The Bachelorette - The Challenge - The Masked Singer - The Voice |
| Nejoblíbenější seriálová hvězda: muž | Nejoblíbenější seriálová hvězda: žena |
| Cole Sprouse — Riverdale - KJ Apa — Riverdale - Sterling K. Brown — Tohle jsme my - Kit Harington — Hra o trůny - Norman Reedus — Živí mrtví - Jim Parsons — Teorie velkého třesku - Milo Ventimiglia — Tohle jsme my - Finn Wolfhard — Stranger Things                             | Millie Bobby Brownová — Stranger Things - Danai Gurira — Živí mrtví - Camila Mendes — Riverdale - Mandy Moore — Tohle jsme my - Lili Reinhart — Riverdale - Sophie Turner — Hra o trůny - Maisie Williamsová — Hra o trůny - Reese Witherspoonová — Sedmilhářky                                                    |
| Nejoblíbenější seriálová hvězda: drama | Nejoblíbenější seriálová hvězda: komedie |
| Zendaya — Euphoria - Millie Bobby Brownová — Stranger Things - Sterling K. Brown — Tohle jsme my - Norman Reedus — Živí mrtví - Lili Reinhart — Riverdale - Sophie Turner — Hra o trůny - Maisie Williamsová — Hra o trůny - Reese Witherspoonová — Sedmilhářky                     | Kristen Bellová — Dobré místo - Tiffany Haddish — The Last O.G. - Jameela Jamil — Dobré místo - Leslie Jones — Saturday Night Live - Julia Louis-Dreyfus — Viceprezident(ka) - Tracee Ellis Ross — Black-ish - Yara Shahidi — Grown-ish - Jim Parsons — Teorie velkého třesku                                      |
| Nejoblíbenější denní talk show | Nejoblíbenější noční talk show |
| The Ellen DeGeneres Show - Good Morning America - Live with Kelly and Ryan - The Real - Red Table Talk - Today - The View - Wendy: The Wendy Williams Show | The Tonight Show Starring Jimmy Fallon - The Daily Show with Trevor Noah - Full Frontal with Samantha Bee - Jimmy Kimmel Live! - John Oliver: Co týden dal a vzal - The Late Late Show with James Corden - The Late Show with Stephen Colbert - Watch What Happens Live with Andy Cohen                            |
| Nejoblíbenější soutěžící soutěžního pořadu | Nejoblíbenější hvězda reality-show |
| Hannah Brown — The Bachelorette - Tyler Cameron — The Bachelorette - Kodi Lee — Amerika má talent - Vanessa Vanjie Mateo — RuPaul's Drag Race - Tyler Oakley — The Amazing Race - T-Pain — The Masked Singer - Colton Underwood — The Bachelor - Buddy Valastro — Buddy versus Duff | Khloé Kardashian — Držte krok s Kardashians - Kandi Burruss — Paničky z Atlanty - Kylie Jennerová — Držte krok s Kardashians - NeNe Leakes — Paničky z Atlanty - Antoni Porowski — Queer tým - Kyle Richards — Paničky z Beverly Hills - Jonathan Van Ness — Queer tým - Lisa Vanderpump — Paničky z Beverly Hills |
| Nejoblíbenější seriál, který stojí za zhlédnutí | |
| Cizinka - Proč? 13x proto - Hra o trůny - Zákon a pořádek: Útvar pro zvláštní oběti - Holky za mřížemi - Queer tým - Stranger Things - Umbrella Academy | |

### Hudba
| Nejoblíbenější zpěvák | Nejoblíbenější zpěvačka |
| --- | --- |
| Shawn Mendes - Bad Bunny - Drake - Khalid - Lil Nas X - Post Malone - Ed Sheeran - Travis Scott | Billie Eilish - Camila Cabello - Cardi B - Miley Cyrus - Ariana Grande - Halsey - Katy Perry - Taylor Swift |
| Nejoblíbenější hudební skupina | Nejoblíbenější písnička |
| Blackpink - 5 Seconds of Summer - BTS - The Chainsmokers - CNCO - Imagine Dragons - Jonas Brothers - Panic! at the Disco | „Señorita“ – Shawn Mendes a Camila Cabello - „7 Rings“ – Ariana Grande - „Bad Guy“ – Billie Eilish - „Dancing with a Stranger“ – Sam Smith a Normani - „I Don’t Care“ – Ed Sheeran a Justin Bieber - „Old Town Road“ – Lil Nas X feat. Billy Ray Cyrus - „Sucker“ – Jonas Brothers - „Never Really Over“ – Katy Perry |
| Nejoblíbenější album | Nejoblíbenější hvězda: country |
| Lover – Taylor Swift - Cuz I Love You – Lizzo - Death Race for Love – Juice Wrld - Free Spirit – Khalid - Happiness Begins – Jonas Brothers - No.6 Collaborations Project – Ed Sheeran - Thank U, Next – Ariana Grande - When We All Fall Asleep, Where Do We Go? – Billie Eilish  | Blake Shelton - Kelsea Ballerini - Kane Brown - Luke Bryan - Luke Combs - Maren Morris - Thomas Rhett - Carrie Underwood |
| Nejoblíbenější hvězda: latino | Nejoblíbenější hudební video |
| Becky G - Anuel AA - Bad Bunny - Daddy Yankee - Karol G - J Balvin - Maluma - Natti Natasha | „Kill This Love“ – Blackpink - „7 Rings“ – Ariana Grande - „Bad Guy“ – Billie Eilish - „Boy with Luv“ – BTS feat. Halsey - „Con Calma“ – Daddy Yankee a Snow - „Dancing with a Stranger“ – Sam Smith a Normani - „ME!“ – Taylor Swift feat. Brendon Urie - „Señorita“ – Shawn Mendes a Camila Cabello                 |
| Nejoblíbenější koncert | |
| Blackpink 2019 World – Blackpink - Beautiful Trauma World Tour – Pink - It’s My Party – Jennifer Lopez - Here We Go Again Tour – Cher - Love Yourself World Tour – BTS - Enigma – Lady Gaga - The Man of the Woods Tour – Justin Timberlake - Sweetener World Tour – Ariana Grande | |

### Média
| Nejoblíbenější celebrita sociálních médií | Nejoblíbenější hvězda sociálních médií: celebrita |
| --- | --- |
| David Dobrik - The Ace Family - Emma Chamberlain - Shane Dawson - The Dolan Twins - Liza Koshy - Tana Mongeau - Rickey Thompson | Ellen DeGeneres - Justin Bieber - Cardi B - Miley Cyrus - Ariana Grande - Kim Kardashian - Shawn Mendes - Taylor Swift |
| Nejoblíbenější Beauty influcener | Nejoblíbenější zvířecí hvězda |
| Bretman Rock - Jackie Aina - James Charles - Nikita Dragun - NikkiTutorials – Nikkie de Jager - Desi Perkins - RCL Beauty – Rachel Levin - Jeffree Star | Doug the Pug - Juniper The Fox - Jiffpom - Lil BUB - Nala Cat - Shinjiro Ono – Marutaro - tecuaniventura - Tuna The Chiweenie |
| Nejoblíbenější stand-up komedie | Nejstylovější hvězda |
| Kevin Hart: Irresponsible – Kevin Hart - Celebrity Project - Gabriel “Fluffy” Iglesias: One Show Fits All – Gabriel Iglesias - Ken Jeong: You Complete Me, Ho – Ken Jeong - Trevor Noah Tour – Trevor Noah - Joe Rogan Show – Joe Rogan - Amy Schumer: Growing – Amy Schumer - Miranda Sings Live... Your Welcome – Colleen Ballinger - Wanda Sykes: Not Normal – Wanda Sykesová | Harry Styles - Cardi B - Celine Dion - Gigi Hadid - Lady Gaga - Jennifer Lopez - Rihanna - Kim Kardashian |
| Nejoblíbenější sportovní událost | Nejoblíbenější podcast |
| Simone Biles - Drew Brees zlomil rekord Peytona Manninga - Stephen Curry – charita - Coco Gauff porazila Venus Williams (Wimbledon) - LeBron James – charita - Alex Morgan – souboj proti stejnému platu - Megan Rapinoeová – souboj proti stejnému platu - Serena Williams – charita                                                                                            | Scrubbing In with Becca Tilley and Tanya Rad - Armchair Expert Podcast with Dax Shepard - Bitch Sesh: A Real Housewives Breakdown with Casey Wilson and Danielle Schneider - Getting Curious with Jonathan Van Ness - Off the Vine with Kaitlyn Bristowe - The Joe Rogan Experience - Whine Down with Jana Kramer - WTF with Marc Maron |
| Ikona roku | Stylová ikona roku 2019 |
| Jennifer Aniston | Gwen Stefani |
| Ocenění šampiona | Nejvíce inspirující asijská žena |
| Pink | CL |